# Idioma protocushítico oriental
Proto-cushítico oriental es la protolengua reconstruida como antecesor común de la rama cushita oriental de la familia cushita. Como en cualquier protolengua, las palabras y raíces de la lengua no han están testimoniadas directamente en textos escritos, sino que fueron reconstruidas mediante el método comparativo, a partir de identificad regularidades sistemáticas entre las lenguas cushitas modernas y extrapolando dichas coincidencias a formas antiguas conjeturadas a partir de estas similitudes.

## Profundidad temporal y clasificación
Un estudio lexicoestadístico de Christopher Ehret y colaboradores estima una profundidad temporal de unos 6900 años para el último ancestro común compartido entre yaaku-dullay y el resto de lenguas cushitas orientales, identificando a las lenguas cushitas meridionales, incluyendo el dahalo, como sus parientes más cercanos.

## Fonología

### Consonantes
Una reconstrucción inicial de las consonantes proto-cushíticas orientales fue propuesta por Hans-Jürgen Sasse.
|            |             | Labial | Coronal          | Postalv./ Palatal | Velar | Faríngea | Glotal |
| ---------- | ----------- | ------ | ---------------- | ----------------- | ----- | -------- | ------ |
| Oclusiva   | sorda       |        | t                |                   | k     |          | ʔ      |
| Oclusiva   | sonora      | b      | d                |                   | g     |          |        |
| Oclusiva   | glotalizada |        | ɗ <d'>, ɗ₁ <d'₁> |                   | k’    |          |        |
| Fricativa  | sorda       | f      | s                | ʃ <š>             | (x?)  | ħ        | h      |
| Fricativa  | sonora      |        | z                |                   |       |          | ʕ      |
| Nasal      | Nasal       | m      | n                |                   |       |          |        |
| Lateral    | Lateral     |        | l                |                   |       |          |        |
| Vibrante   | Vibrante    |        | r                |                   |       |          |        |
| Deslizante | Deslizante  | w      |                  | j                 |       |          |        |

### Vocales
Sasse postula un sistema vocálico de cinco cualidades con distinción de longitud:
|         | Anterior | Central | Posterior |
| ------- | -------- | ------- | --------- |
| Cerrada | i        |         | u         |
| Media   | e        |         | o         |
| Abierta |          | a       |           |

## Morfología

### Pronombres
David Appleyard reconstruye los pronombres personales proto-cushíticos orientales así:
|                 |                 | singular      | singular                   | plural           | plural          |
|                 |                 | sujeto        | oblicuo                    | sujeto           | oblicuo         |
| --------------- | --------------- | ------------- | -------------------------- | ---------------- | --------------- |
| primera persona | primera persona | *ʔani ~ *ʔanu | *yi ~ *yu (~ *ya?)         | *nVnV ~ *ʔVn(n)V | *nV             |
| segunda persona | segunda persona | *ʔati ~ *ʔatu | *ku ~ *ki (~ posesivo *ka) | *ʔatin ~ *ʔatun  | *kun ~ *kin     |
| tercera persona | m.              | *ʔus-uu       | *ʔus-a(a) ~ *ʔis-a(a)      | *ʔusun ~ *ʔišin  | *ʔusun ~ *ʔišin |
| tercera persona | f.              | *ʔiš-ii       | *ʔiš-ii ~ *ʔiš-ee          | *ʔusun ~ *ʔišin  | *ʔusun ~ *ʔišin |

Hans-Jürgen Sasse reconstruye un paradigma demostrativo que se flexiona por género y caso, contrastando un caso sujeto y uno absoluto:
|          | masculino | femenino |
| -------- | --------- | -------- |
| absoluto | *ka       | *ta      |
| sujeto   | *ku       | *ti      |

### Sustantivos
El cushítico oriental se caracteriza principalmente por un alineamiento nominativo marcado. Sasse reconstruye los paradigmas proto-cushíticos orientales para sustantivos terminados en vocal breve así:
|          | masculino | femenino |
| -------- | --------- | -------- |
| absoluto | *-a       | *-a      |
| sujeto   | *-u/i     | *-a      |

### Verbos

#### Derivación
Richard Hayward reconstruye los siguientes afijos derivacionales para el proto-cushítico oriental:
- prefijos causativos *s-, *y-, *ys-;
- sufijos causativos *-s, *-is, *-siis, y *-isiis;
- un prefijo medio *t-;
- un sufijo medio *-at/ad'/an-;
- un prefijo causativo medio *ss-;
- un sufijo causativo medio *-(s)it-, así como otras combinaciones de sufijos medios y causativos;
- prefijos detransitivos *m-, *mm-, y *nt-;
- un sufijo detransitivo *-am-; y
- sufijos incoativos *-aaw- y *-oow-.

#### Flexión (conjugación)
El proto-cushítico oriental se reconstruye con dos tipos de flexión verbal. Una minoría de verbos marca principalmente la concordancia de sujeto mediante prefijos, como en otras ramas de las lenguas afroasiáticas. La mayoría utiliza la típica conjugación sufijal cushítica. Appleyard reconstruye los marcadores de sujeto sufijados del protocushítico oriental de tierras bajas así:
|        | presente | pasado  |
| ------ | -------- | ------- |
| 1sg.   | *-aa     | *-ay    |
| 2sg.   | *-taa    | *-tay   |
| 3sg.m. | *-aa     | *-ay    |
| 3sg.f. | *-taa    | *-tay   |
| 1pl.   | *-naa    | *-nay   |
| 2pl.   | *-taani  | *-teeni |
| 3pl.   | *-aani   | *-eeni  |

Para verbos de conjugación prefijal, Sasse reconstruye cuatro clases conjugacionales, que compara con varios tipos de raíces fuertes y débiles en las lenguas semíticas (C representa una consonante radical, U representa *i o *u):
| clase     | presente/subjuntivo    | pasado      |
| --------- | ---------------------- | ----------- |
| CCVC type | *y-a-CCaC-, *y-a-CCUC- | *y-U-CCUC-  |
| CVC type  | *y-a-CaC-              | *y-U-CUC-   |
| CVVC type | *y-a-CaaC-             | *y-U-CUUC-  |
| CCi type  | *y-U-Ca(a)Caa          | *y-U-CCi(i) |

Varias ramas del cushítico oriental también atestiguan una conjugación estativa que podría relacionarse con las del semítico, bereber y egipcio antiguo, reconstruida por Sasse así:
| 1sg. | *-i-yu  |
| 2sg. | *-i-tu  |
| 3sg. | *-a     |
| 1pl. | *-i-nu  |
| 2pl. | *-i-tin |
| 3pl. | ?       |

Giorgio Banti ha propuesto una modificación a esta reconstrucción, sugiriendo que la forma 1sg. podría alternar con *-i-yi, que la tercera persona (singular y plural) debería reconstruirse sin terminación, y que esta conjugación se compara mejor con el sḏm.f del egipcio antiguo, no con el estativo.